# 常道
常道（1476年—？），字文載，河南陳留縣人，直隸滁州來安縣軍籍，明朝政治人物。

## 生平
弘治十七年（1504年）甲子科應天府鄉試第二十八名舉人。弘治十八年（1505年）聯捷乙丑科三甲第一百六十七名進士。正德二年（1507）任山东昌邑县知县，廉明有声，迁户部主事。历升莱州府知府、山东布政使司左参政。嘉靖六年（1527年）升都察院右僉都御史，巡抚山西，会同河南巡抚潘埙、山东副使牛鸞、河南副使翟瓒、山西佥事陈大纲剿灭潞州巨盗陈卿，捷闻，遣兵科给事中夏言上平贼功，因桂萼与潘埙交恶，赏赐未行。常道致仕归里，自号八石山人。卒赐祭葬，崇祀乡贤祠。

## 家族
曾祖常全；祖父常智；父常泰，監生。母郝氏。永感下。兄常經、弟常教。